# Tossal de la Creu del Codó
El Tossal de la Creu del Codó és una muntanya de 1.530 metres que és el cim més alt de la Serra de la Creu del Codó. Es troba al municipi de Guixers, a la comarca del Solsonès.
És una mola de roca calcària d'uns 500 metres de longitud en direcció oest-est amb cingleres que assoleixen un desnivell màxim de 50 metres als vessants sud i est, i un pendent pronunciat (per bé que no encinglerat) cobert de bosc de pins al vessant nord. El vessant oest, de pendent molt més suau, és recorregut pel camí que comunica el tossal fins a Coll de Jou, camí que permet accedir amb cotxe fins a una àrea de pícnic que s'ha instal·lat al peu del tossal. Aquest camí, per bé que tallat al trànsit de cotxes, mena fins a l'extrem oriental del tossal, on hi ha un mirador sobre la Vall de Lord amb una taula amb un plànol de la contrada fet amb rajoles de ceràmica i un màstil, on cada any l'onze de setembre s'hi penja una bandera catalana.
L'extensió que està per damunt dels 1.500 m d'altitud supera les 3,3 ha i el planell del seu cim que està per sobre dels 1.525 m d'altitud té una extensió de 7.816 m².